# Angela Bassett
Angela Evelyn Bassett (n. 16 august 1958, New York City, New York, SUA) este o actriță și regizoare americană. Este cel mai bine cunoscută pentru rolurile din filme biografice, fiind nominalizată la Premiul Oscar și câștigând un Glob de Aur pentru Eu, Tina Turner. A mai jucat-o pe Betty Shabazz în Malcolm X și Panther, Rosa Parks în The Rosa Parks Story, Coretta Scott King în Betty and Coretta, Katherine Jackson în The Jacksons: An American Dream și Voletta Wallace în Notorious.

## Filmografie

### Filme
| An   | Titlu                                | Rol                          | Regizor                         | Note                         |
| ---- | ------------------------------------ | ---------------------------- | ------------------------------- | ---------------------------- |
| 1986 | F/X                                  | Reporter TV                  | Robert Mandel                   |                              |
| 1990 | Kindergarten Cop                     | Stewardess                   | Ivan Reitman                    |                              |
| 1991 | Critters 4                           | Fran                         | Rupert Harvey                   |                              |
| 1991 | Boyz n the Hood                      | Reva Devereaux               | John Singleton                  |                              |
| 1991 | City of Hope                         | Reesha                       | John Sayles                     |                              |
| 1992 | Passion Fish                         | Dawn/Rhonda                  | John Sayles                     |                              |
| 1992 | Innocent Blood                       | U.S. Attorney Sinclair       | John Landis                     |                              |
| 1992 | Malcolm X                            | Betty Shabazz                | Spike Lee                       |                              |
| 1993 | What's Love Got to Do with It        | Anna Mae Bullock/Tina Turner | Brian Gibson                    |                              |
| 1995 | Panther                              | Betty Shabazz                | Mario Van Peebles               |                              |
| 1995 | Strange Days                         | Lornette 'Mace' Mason        | Kathryn Bigelow                 |                              |
| 1995 | Vampire in Brooklyn                  | Det. Rita Veder              | Wes Craven                      |                              |
| 1995 | Waiting to Exhale                    | Bernadine 'Bernie' Harris    | Forest Whitaker                 |                              |
| 1997 | Contact                              | Rachel Constantine           | Robert Zemeckis                 |                              |
| 1998 | How Stella Got Her Groove Back       | Stella Payne                 | Kevin Rodney Sullivan           |                              |
| 1999 | Our Friend, Martin                   | Miles' Mom                   | Rob Smiley & Vincenzo Trippetti | Rol de voce                  |
| 1999 | Music of the Heart                   | Principal Janet Williams     | Wes Craven                      |                              |
| 2000 | Supernova                            | Dr. Kaela Evers              | Walter Hill                     |                              |
| 2000 | Whispers: An Elephant's Tale         | Groove                       |                                 | Rol de voce                  |
| 2000 | Boesman and Lena                     | Lena                         | John Berry                      |                              |
| 2001 | The Score                            | Diane                        | Frank Oz                        |                              |
| 2002 | Sunshine State                       | Desiree Stokes Perry         | John Sayles                     |                              |
| 2003 | Unchained Memories                   | Reader                       | Ed Bell & Thomas Lennon         |                              |
| 2003 | Masked and Anonymous                 | Mistress                     | Larry Charles                   |                              |
| 2004 | The Lazarus Child                    | Dr. Elizabeth Chase          | Graham Theakston                |                              |
| 2004 | Mr. 3000                             | Maureen 'Mo' Simmons         | Charles Stone III               |                              |
| 2005 | Mr. & Mrs. Smith                     | Mr. Smith's Boss             | Doug Liman                      | Rol de voce nemenționat      |
| 2006 | Akeelah and the Bee                  | Tanya Anderson               | Doug Atchison                   |                              |
| 2007 | Meet the Robinsons                   | Mildred                      | Steve Anderson                  | Rol de voce                  |
| 2008 | Gospel Hill                          | Sarah Malcolm                | Giancarlo Esposito              |                              |
| 2008 | Of Boys and Men                      | Rieta Cole                   |                                 |                              |
| 2008 | Meet the Browns                      | Brenda Brown                 | Tyler Perry                     |                              |
| 2008 | Nothing But the Truth                | Bonnie Benjamin              | Rod Lurie                       |                              |
| 2009 | Notorious                            | Voletta Wallace              | George Tillman Jr.              |                              |
| 2011 | Jumping the Broom                    | Claudine Watson              | Salim Akil                      |                              |
| 2011 | Green Lantern                        | Amanda Waller                | Martin Campbell                 |                              |
| 2012 | This Means War                       | Collins                      | McG                             |                              |
| 2012 | I Ain't Scared Of You                | Rolul ei                     |                                 |                              |
| 2013 | Olympus Has Fallen                   | Lynne Jacobs                 | Antoine Fuqua                   |                              |
| 2013 | Black Nativity                       | Aretha Cobbs                 | Kasi Lemmons                    |                              |
| 2014 | White Bird in a Blizzard             | Dr. Thaler                   | Gregg Araki                     |                              |
| 2015 | Curious George 3: Back to the Jungle | Dr. Kulinda                  | Phil Weinstein                  | Rol de voce; direct-to-video |
| 2015 | Survivor                             | Ambassador Maureen Crane     | James McTeigue                  |                              |
| 2015 | Chi-Raq                              | Miss Helen                   | Spike Lee                       |                              |
| 2016 | London Has Fallen                    | Lynne Jacobs                 | Babak Najafi                    |                              |

### Filme TV

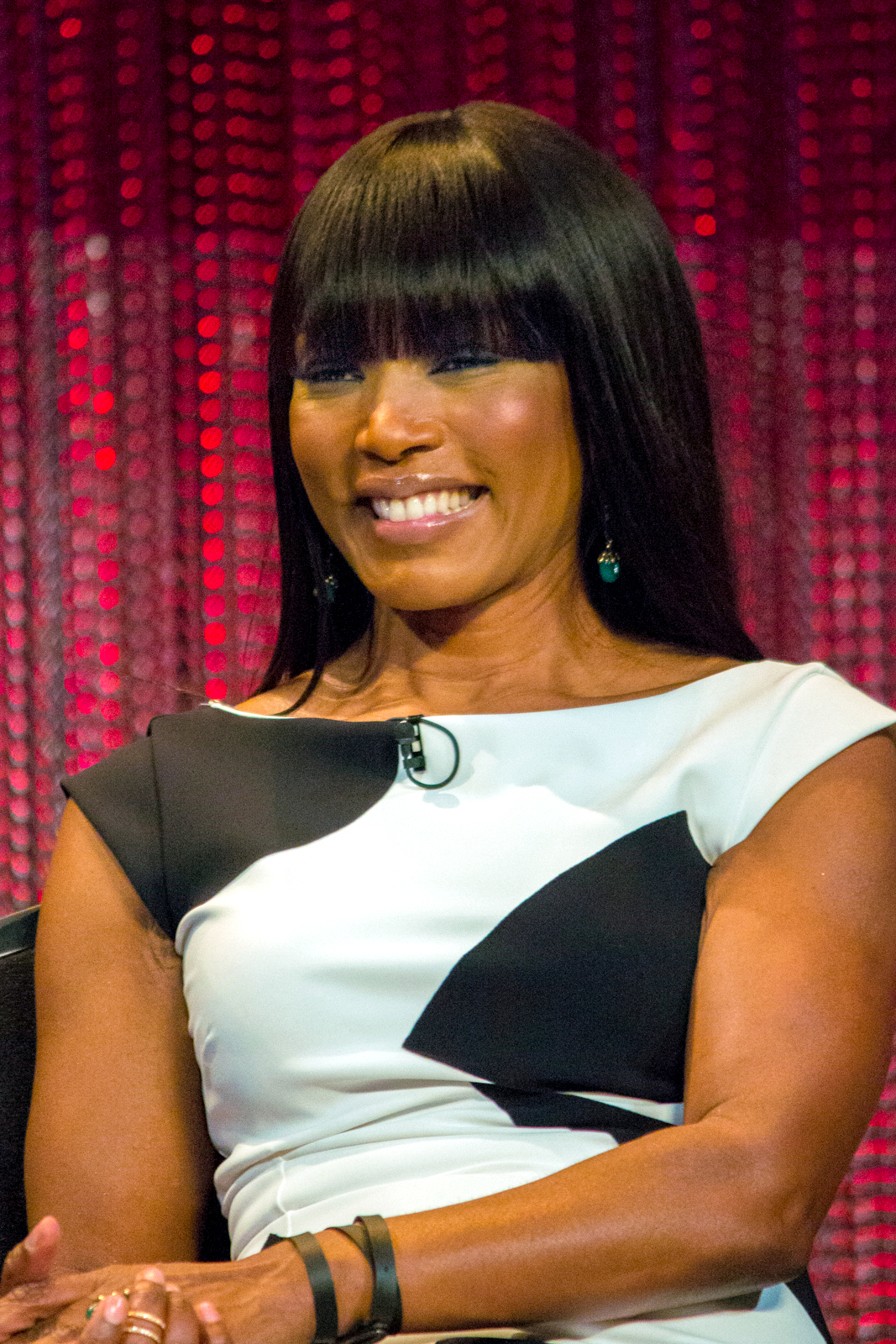
Angela Bassett în 2014

| An   | Titlu                                           | Rol                        | Note |
| ---- | ----------------------------------------------- | -------------------------- | ---- |
| 1986 | Liberty                                         | Linda Thornton             |      |
| 1988 | Doubletake                                      | Prostitute at Headquarters |      |
| 1990 | Challenger                                      | Cheryl McNair              |      |
| 1990 | In the Best Interest of the Child               | Lori                       |      |
| 1990 | Perry Mason: In the Case of the Silenced Singer | Carla Peters               |      |
| 1991 | Line of Fire: The Morris Dees Story             | Pat                        |      |
| 1991 | The Heroes of Desert Storm                      | Lt. Phoebe Jeter           |      |
| 1991 | Locked Up: A Mother's Rage                      | Willie                     |      |
| 1991 | One Special Victory                             | Lois                       |      |
| 1991 | Fire: Trapped on the 37th Floor                 | Allison                    |      |
| 2001 | Ruby's Bucket of Blood                          | Ruby Delacroix             |      |
| 2002 | The Rosa Parks Story                            | Rosa Parks                 |      |
| 2006 | Time Bomb                                       | Jill Greco                 |      |
| 2013 | Betty & Coretta                                 | Coretta Scott King         |      |

### Seriale TV
| An      | Titlul                            | Rol                       | Note                                 |
| ------- | --------------------------------- | ------------------------- | ------------------------------------ |
| 1985    | Spenser: For Hire                 | Joe's Daughter            | Episodul: "The Choice"               |
| 1985    | The Cosby Show                    | Mrs. Mitchell             | Episode: "Mr. Quiet"                 |
| 1987    | Ryan's Hope                       | Leonie Peach              | Episoade necunoscute                 |
| 1988    | The Cosby Show                    | Sari                      | Episodul: "Bookworm"                 |
| 1989    | A Man Called Hawk                 | Bailey Webster            | 3 episoade                           |
| 1989    | Tour of Duty                      | Lt. Camilla Patterson     | 2 episoade                           |
| 1989    | 227                               | Amy Burnett               | Episodul: "A Pampered Tale"          |
| 1989    | Thirtysomething                   | Kate Harriton             | Episodul: "Legacy"                   |
| 1990    | Alien Nation                      | Renee Longstreet          | Episodul: "Eyewitness News"          |
| 1990    | Equal Justice                     | Janet Fields              | Episodul: "Goodbye, Judge Green"     |
| 1990    | Family of Spies                   | Bev Andress               | 2 episoade                           |
| 1991    | The Flash                         | Linda Lake                | Episodul: "Beat the Clock"           |
| 1991    | Stat                              | Dr. Willie Burns          | Episodul: "Ladyfinger"               |
| 1992    | Nightmare Cafe                    | Evelyn                    | Episodul: "Sanctuary for a Child"    |
| 1992    | The Jacksons: An American Dream   | Katherine Jackson         | 2 episoade                           |
| 1995    | Get Smart                         | Runway Model (uncredited) | Episodul: "Pilot"                    |
| 2003    | Freedom: A History of Us          | Sheyann Webb              | Episodul: "Marching to Freedom Land" |
| 2003    | Freedom: A History of Us          | Melba Pattillo            | Episodul: "Let Freedom Ring"         |
| 2003    | The Bernie Mac Show               | Rolul ei                  | Episodul: "Laughing Matters"         |
| 2005    | Alias                             | CIA Director Hayden Chase | 4 episoade                           |
| 2008–09 | ER                                | Dr. Cate Banfield         | 16 episoade                          |
| 2010    | The Simpsons                      | First Lady Michelle Obama | Episodul: "Stealing First Base"      |
| 2013–14 | American Horror Story: Coven      | Marie Laveau              | 12 episoade                          |
| 2014–15 | American Horror Story: Freak Show | Desiree Dupree            | 11 episoade                          |
| 2015–16 | BoJack Horseman                   | Ana Spanikopita           | 9 episoade                           |
| 2015–16 | American Horror Story: Hotel      | Ramona Royale             | 7 episoade                           |
| 2016    | American Horror Story: Roanoke    | Lee Harris                | 4 episoade                           |
| 2016    | American Horror Story: Roanoke    | Monet Tumusiime           | 5 episoade                           |
| 2016    | Close to the Enemy                | Eva                       |                                      |

### Piese de teatru
| An      | Titlu                      | Rol              | Note |
| ------- | -------------------------- | ---------------- | ---- |
| 1986    | Black Girl                 | N/A              |      |
| 1987    | Henry IV Part 1            | Lady Percy       |      |
| 1988    | Joe Turner's Come and Gone | Martha Pentecost |      |
| 1998    | Macbeth                    | Lady Macbeth     |      |
| 2011–12 | The Mountaintop            | Camae            |      |

### Jocuri video
| An   | Titlu                          | Rol       | Note                       |
| ---- | ------------------------------ | --------- | -------------------------- |
| 2015 | Tom Clancy's Rainbow Six Siege | Agent Six | Rol de voce/motion capture |

## Filmografie ca regizoare
| An   | Titlu                          | Note                  |
| ---- | ------------------------------ | --------------------- |
| 2015 | Whitney                        | Film TV               |
| 2016 | American Horror Story: Roanoke | Episodul: "Chapter 6" |

## Legături externe
- Angela Bassett la Internet Movie Database
- en Angela Bassett la Internet Broadway Database
- en Angela Bassett la Internet Off-Broadway Database
- Angela Bassett la Allmovie